# Liste des îles du Canada
Le Canada possède de nombreuses îles, en voici une liste.

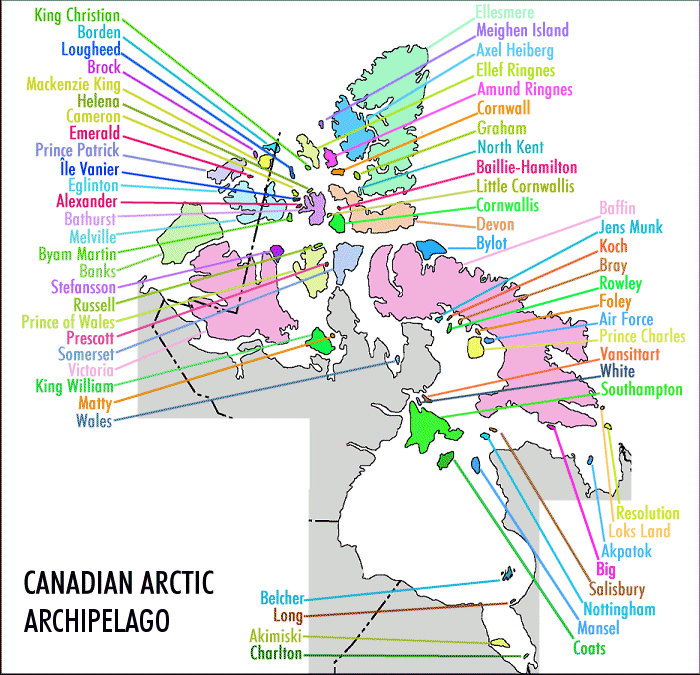
Map of Canadian islands in the Arctic Ocean

## Liste
Le tableau suivant donne les îles du Canada dont la superficie dépasse 2 500 km².
| #  | Nom                   | Superficie (km²) | Province ou territoire             | Population (2001) |
| -- | --------------------- | ---------------- | ---------------------------------- | ----------------- |
| 1  | Île de Baffin         | 507 451          | Nunavut                            | 9 563             |
| 2  | Île Victoria          | 217 291          | Territoires du Nord-Ouest, Nunavut | 1 707             |
| 3  | Île d'Ellesmere       | 196 236          | Nunavut                            | 168               |
| 4  | Terre-Neuve           | 108 860          | Terre-Neuve-et-Labrador            | 485 066           |
| 5  | Île Banks             | 70 028           | Territoires du Nord-Ouest          | 114               |
| 6  | Île Devon             | 55 247           | Nunavut                            | 0                 |
| 7  | Île Axel Heiberg      | 43 178           | Nunavut                            | 0                 |
| 8  | Île Melville          | 42 149           | Territoires du Nord-Ouest, Nunavut | 0                 |
| 9  | Île Southampton       | 41 214           | Nunavut                            | 721               |
| 10 | Île Prince-de-Galles  | 33 339           | Nunavut                            | 0                 |
| 11 | Île de Vancouver      | 31 285           | Colombie-Britannique               | 638 213           |
| 12 | Île Somerset          | 24 786           | Nunavut                            | 0                 |
| 13 | Île de Bathurst       | 16 042           | Nunavut                            | 0                 |
| 14 | Île du Prince-Patrick | 15 848           | Territoires du Nord-Ouest          | 0                 |
| 15 | Île du Roi-Guillaume  | 13 111           | Nunavut                            | 960               |
| 16 | Île Ellef Ringnes     | 11 295           | Nunavut                            | 0                 |
| 17 | Île Bylot             | 11 067           | Nunavut                            | 0                 |
| 18 | Île du Cap-Breton     | 10 311           | Nouvelle-Écosse                    | 140 893           |
| 19 | Île du Prince-Charles | 9 521            | Nunavut                            | 0                 |
| 20 | Île d'Anticosti       | 7 941            | Québec                             | 266               |
| 21 | Île Cornwallis        | 6 995            | Nunavut                            | 215               |
| 22 | Île Graham            | 6 361            | Colombie-Britannique               | 4 475             |
| 23 | Île du Prince-Édouard | 5 620            | Île-du-Prince-Édouard              | 135 294           |
| 24 | Île Coats             | 5 498            | Nunavut                            | 0                 |
| 25 | Île Amund Ringnes     | 5 255            | Nunavut                            | 0                 |
| 26 | Île Mackenzie King    | 5 048            | Territoires du Nord-Ouest, Nunavut | 0                 |
| 27 | Île Stefansson        | 4 463            | Nunavut                            | 0                 |
| 28 | Île Mansel            | 3 180            | Nunavut                            | 0                 |
| 29 | Île Akimiski          | 3 001            | Nunavut                            | 0                 |
| 30 | Île Borden            | 2 794            | Territoires du Nord-Ouest, Nunavut | 0                 |
| 31 | Île Manitoulin        | 2 766            | Ontario                            | 11 933            |
| 32 | Île Moresby           | 2 608            | Colombie-Britannique               | 460               |

Note : l'île Graham a une superficie de 1.378 km². Existe-t-il une île de superficie 6 361 km² ?

## Par population
| #  | Nom                   | Province ou territoire  | Population (2001) | Superficie (km²) | Densité (hab./km²) |
| -- | --------------------- | ----------------------- | ----------------- | ---------------- | ------------------ |
| 1  | Île de Montréal       | Québec                  | 1 900 000         | 472              | 3 942,01           |
| 2  | Île de Vancouver      | Colombie-Britannique    | 638 213           | 31 285           | 20,40              |
| 3  | Terre-Neuve           | Terre-Neuve-et-Labrador | 466 172           | 108 860          | 4,28               |
| 4  | Île Laval             | Québec                  | 339 101           | 245              | 1 384,09           |
| 5  | Île Lulu              | Colombie-Britannique    | 168 162           | 120              | 1 401,35           |
| 6  | Île du Cap-Breton     | Nouvelle-Écosse         | 144 741           | 10 311           | 14,04              |
| 7  | Île du Prince-Édouard | Île-du-Prince-Édouard   | 135 294           | 5 620            | 24,07              |
| 8  | Île Perrot            | Québec                  | 30 075            |                  |                    |
| 9  | Grande-Île            | Québec                  | 15 947            |                  |                    |
| 10 | Île Kaiene            | Colombie-Britannique    | 14 643            |                  |                    |
| 11 | Île Bizard            | Québec                  | 13 861            |                  |                    |
| 12 | Île-des-Sœurs         | Québec                  | 13 156            |                  |                    |
| 13 | Île Manitoulin        | Ontario                 | 11 933            | 2 766            | 4,31               |
| 14 | Île de Baffin         | Nunavut                 | 9 563             | 507 451          | 0,02               |
| 15 | Île Saltspring        | Colombie-Britannique    | 9 279             | 182              | 50,98              |
| 16 | Île du Cap aux Meules | Québec                  | 7 289             |                  |                    |
| 17 | Île de Lamèque        | Nouveau-Brunswick       | 6 820             |                  |                    |
| 18 | Île d'Orléans         | Québec                  | 6 779             |                  |                    |

## Îles de pleine mer

### Colombie-Britannique
- Île De Courcy
- Île de Vancouver
- Flores
- Île King
- Île Link
- Île Mudge
- Île Nelson
- Île Nootka
- Île Parker
- Îles Secretary
- Île Snake
- Île Wallace

#### Îles Gulf
- Île Denman
- Île Gabriola
- Île Galiano
- Île Gossip
- Île Hornby
- Île Kuper
- Île Lasqueti
- Île Mayne
- Îles Pender
- Île Saltspring
- Île Saturna
- Île Texada
- Île Thetis
- Îles Thormanby
- Île Valdes

### Île-du-Prince-Édouard
- Île-du-Prince-Édouard
- Île Boughton
- Île Governors
- Île Hog
- Île Holman
- Île Lennox
- Îles Murray
- Île Saint-Pierre

### Nouveau-Brunswick
- Île Campobello
- Île Deer
- Île de Grand Manan
- Île de Lamèque
- Île Machias Seal
- Île Miscou
- Île White Head

### Nouvelle-Écosse
- Île du Cap-Breton
- Île Georges
- Île Janvrin
- Île Madame
- Île de Sable

### Nunavut
- Île Akimiski
- Île Akpatok
- Île Axel Heiberg
- Île Alexander
- Île de Baffin
- Île de Bathurst
- Îles Belcher
- Île Cameron
- Île Devon
- Île d'Ellesmere
- Île Hans ( partagée entre le Danemark et le Canada depuis 2022 )
- Île de Killniq
- Île Lawson
- Île Massey
- Île Matty
- Île Melville
- Île du Roi-Guillaume
- Îles de la Société astronomique
- Île Vanier
- Île Victoria

### Ontario
- Île Amherst
- Île Navy
- Île Manitoulin
- Mille Îles
- Îles de Toronto
- Île Wolfe

### Québec
- Île aux Allumettes
- Île d'Anticosti
- Île Bizard
- Île Bonaventure
- Île aux Coudres
- Île Jésus
- Île de Montréal
- Île d'Orléans
- Île Perrot
- Île René-Levasseur
- Île des Sœurs

#### Îles de la Madeleine
- Île Brion
- Île du Cap aux Meules
- Île du Corps mort
- Île d'Entrée
- Île de la Grande Entrée
- Grosse-Île
- Île du Havre Aubert
- Île du Havre aux Maisons
- Île aux Loups
- Île Shag

### Saskatchewan
- Île King

### Terre-Neuve-et-Labrador
- Terre-Neuve
- Île Verte

### Territoires du Nord-Ouest
- Île Banks
- Île Melville
- Île du Prince-Patrick
- Île Victoria
- Île Peuvereau (rivière Rupert)

### Yukon
- Île Herschel

## Îles fluviales

### Sur leFleuve Fraser

#### De Vancouver à Deroche
- Île Deering
- Île Richmond
- Île Mitchell
- Île Poplar
- Île Tree
- Îlet Essondale
- Île Douglas
- Île McMillan
- Île Crescent
- Île Matsqui
- Île Yaalstrick

### Sur leSaint-Laurent

#### De Rimouski à Montréal
- Île Saint-Barnabé
- Île du Bic
- Île aux Basques
- Île Verte
- Île Rouge
- Île aux Lièvres
- Îles du Pot à l'Eau-de-Vie
- Îles les Pélerins
- Îles de Kamouraska
- Île aux Coudres
- Île aux Grues
- Grosse-Île
- Île d'Orléans
- Îles de Sorel

#### Archipel d'Hochelaga
- Île Bizard
- Îles de Boucherville
- Île Charron
- Île Dorval
- Île Jésus
- Îles Laval
- Île de Montréal
- Île Notre-Dame (île artificielle)
- Île Perrot
- Île Sainte-Hélène
- Île des Sœurs
- Île de la Visitation

### Sur laRivière Niagara
- Île Navy

## Îles lacustres

### Dans leLac Brome
- Île Eagle

### Dans leLac Champlain
- Ball Island
- Garden Island
- Grand Isle

### Dans leLac Garibaldi
- Battleship Islands